# 广安胡同
39°53′45″N 116°21′46″E / 39.89578°N 116.36269°E
广安胡同，是位于北京市西城区南部的一条胡同，现已拓宽为道路。

## 简介
广安胡同为南北走向，过去南到广安门内大街，北到定居胡同。以前是条曲折的小路，仅数米宽，路面坑洼不平。2008年改造成道路后，全长1166米，路面宽14米，两侧步道宽3.5米，北到宣武门西大街，接佟麟阁路，南到广安门内大街，接教子胡同。
清朝乾隆时称“南罐儿胡同”。中华民国成立后，改称为“广安胡同”。
老北京买卖旧物的市场称为“小市”，“小”意思是买卖的都是零碎用品。另外老北京还按一天中的开市时间，将小市分成“早市”（又名“晓市”，凌晨三四时开市，日出散市）、“晚市”（下午三四点时开市，黄昏散市）、“夜市”（掌灯后开市，次日凌晨三更散市）。老北京有三处规模相对较大的小市：德胜门的“北小市”、宣武门外的“西小市”、崇文门外的“东晓市”。其中宣武门的“西小市”便在广安胡同，属于“晓市”（早市），早晨营业。西小市从广安胡同经司家坑（定居胡同）向北延伸到老墙根街，出售各种旧货。
2007年，宣武区计划在2007年内完成四条道路的建设，这四条道路分别为：广安胡同、马连道一号地周边道路、槐柏树街、登莱胡同。2008年，广安胡同市政道路竣工通车，广安胡同道路北口邻近北京地铁2号线长椿街站和宣武门站。广安胡同经过此次改造，向北占据了思源胡同的南北向段，然后继续向北直到宣武门西大街。